# Claude Lavezzi
Claude Lavezzi, né le 24 novembre 1924 à Paris où il est décédé le 18 avril 2004, est un communiste libertaire français d'origine corse, partisan du mouvement indépendantiste corse et gérant de restaurant à Paris.  

## Histoire
Claude Lavezzi a suivi une formation en apprentissage pour devenir électricien.
En 1936, il adhéra à la Fédération des jeunesses communistes de France, l'organisation de jeunesse du Parti communiste français. 
Pendant la guerre civile espagnole, il a combattu dans les Brigades internationales. 
Après la fin de la Seconde Guerre mondiale, il a été collaborateur du ministre de la Santé François Billoux au sein du Gouvernement provisoire de la République française. À la fin des années 1950, il quitta le Parti communiste et il rejoignit un temps  membre du parti de la deuxième gauche, le Parti Socialiste Unifié puis s'engagea dans le mouvement indépendantiste algérien. 
Le 7 juillet 1970, il a ouvert dans le 15e arrondissement de Paris, la rôtisserie U Sampieru Corsu, du nom du condottiere corse Sampiero Corso,. Ce restaurant se distinguait par son mode de paiement : un prix était certes fixé pour le menu simple, mais l'argent n'était pas payé directement, mais chaque client le déposait de manière incontrôlée dans un tiroir caisse à la sortie de l'établissement. L'objectif affiché est d’éviter que les convives aient à s’humilier en sollicitant de ne pas payer son repas, permettant aux plus démunis de manger gratuitement ou à bas coût. Le principe reste que chaque client paie son repas proportionnellement à son salaire. Aucun contrôle n'est effectué; le rôtisserie mise sur la solidarité et la conscience des clients.
Ce système a fonctionné pendant des années et au total 175.000 repas gratuits ont été distribués.
Le restaurant de Claude Lavezzi fut considéré comme le précurseur des Restaurants du cœur.
Son restaurant libertaire et solidaire est devenu Neige d'été, un restaurant étoilé au guide Michelin en 2014. 